# Altstadt Weilheim in Oberbayern

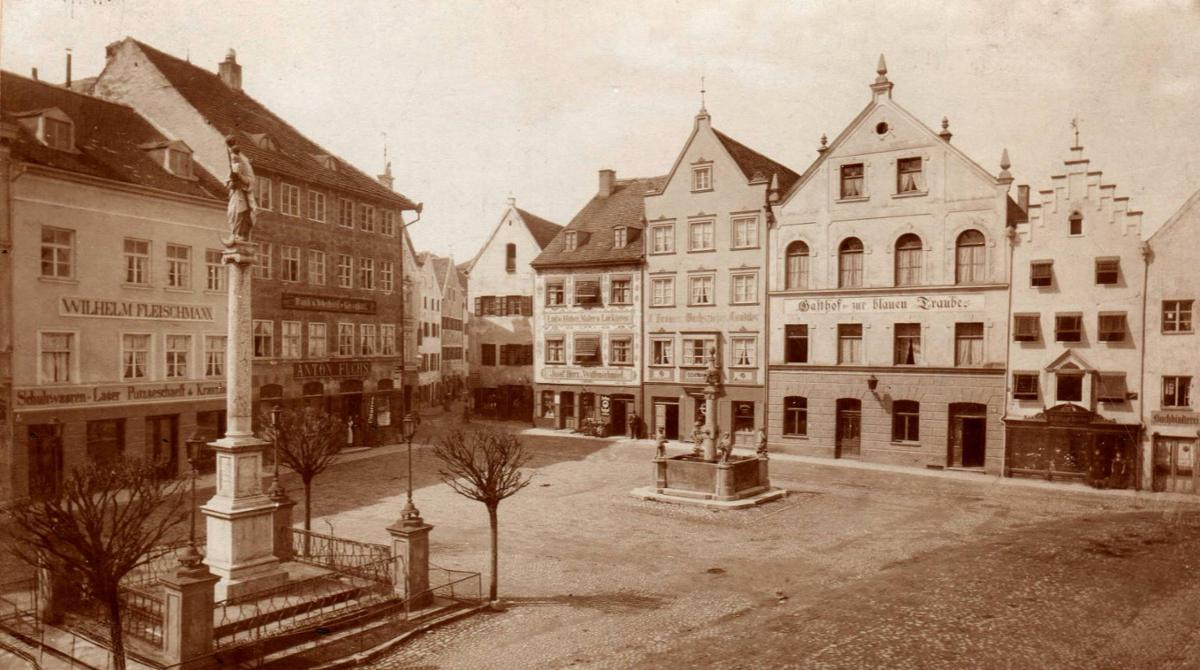
Der Marienplatz in Weilheim um 1900

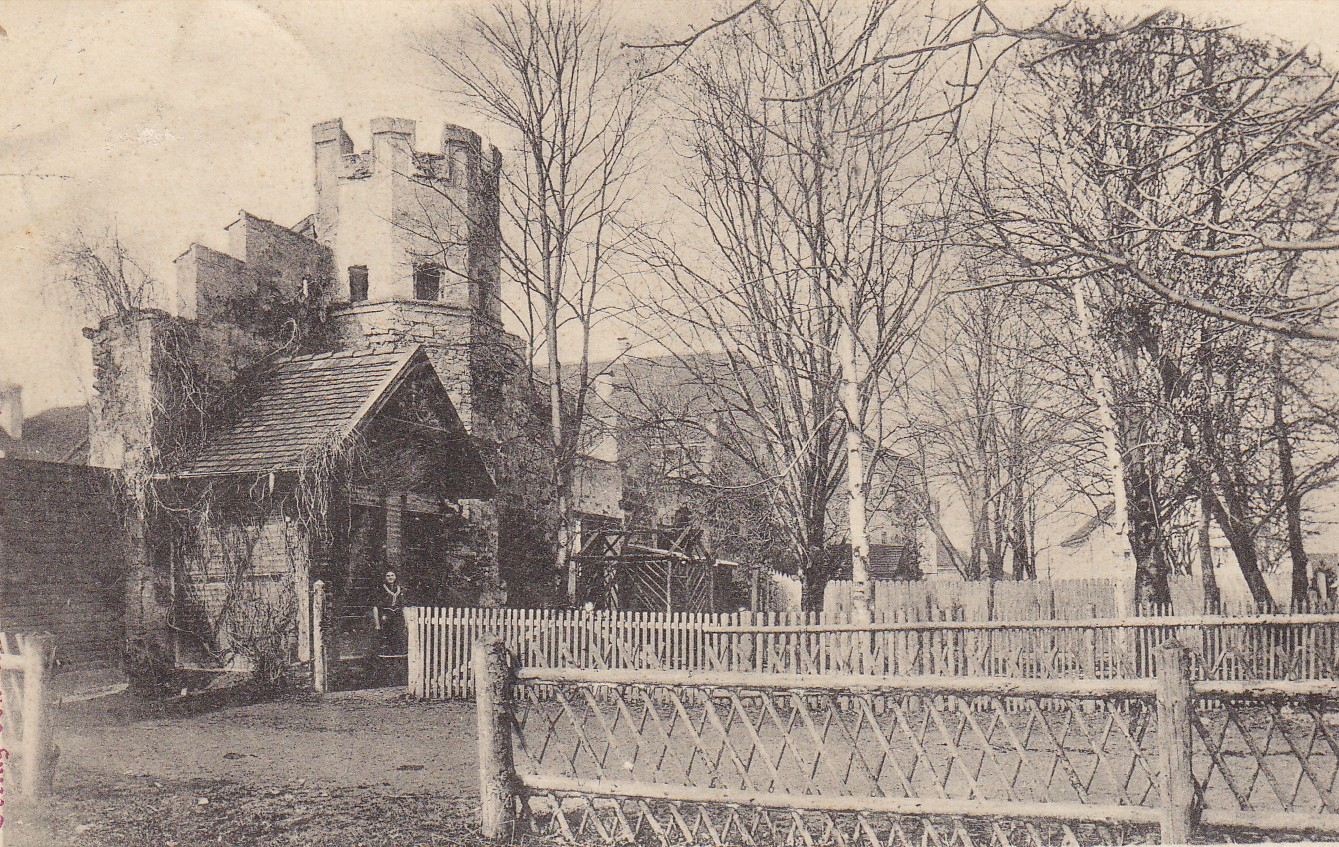
Stadtmauer bei der Vötterlgasse um 1900

Die Altstadt von Weilheim in Oberbayern ist der historische Stadtkern der Kreisstadt des oberbayerischen Landkreises Weilheim-Schongau. Sie besteht aus mehreren Bauensembles, die unter Denkmalschutz stehen.

## Geschichte
Ab etwa 1080 sind Edle zu Weilheim nachweisbar; sie waren Lehensmänner der Andechs-Meranier und starben um 1312 aus. Ab 1236 gab es einen Palisadenzaun als Vorläufer der Stadtmauer. Etwa im Jahr 1328 ermöglichte der Münchner Patrizier Ludwig Pütrich der Ältere durch Stiftungen die Einrichtung des Heilig-Geist-Spitals außerhalb der Stadtmauern. Im Mittelalter wurde Weilheim von mehreren schweren Bränden heimgesucht. 
Erst im 19. Jahrhundert setzte der wesentliche Wandel des Stadtbildes in Weilheim ein, das weder durch die Kriege des 16. bis 18. Jahrhunderts noch durch die zahlreichen Brände spürbar verändert worden war. Im Rahmen der Säkularisation in Bayern im Jahr 1802 wurde das Franziskanerkloster in Weilheim aufgehoben. Das ehemalige Franziskanerkloster brannte 1825 ab, daraufhin wurde 1826 dort ein gemeinsames Gebäude für das Heilig-Geist-Spital und ein Krankenhaus an der heutigen Münchner Straße gebaut. Zwischen 1872 und 1874 wurden drei Stadttore abgebrochen: 1872 das Obere Tor, 1873 das Schmiedtor und 1874 das Pöltnertor.

## Bauensembles
- Ensemble Admiral-Hipper-Straße
- Ensemble Hofstraße
- Ensemble Kirchplatz
- Ensemble Kreuzgasse
- Ensemble Ledererstraße
- Ensemble Marienplatz
- Ensemble Obere Stadt
- Ensemble Pöltnerstraße
- Ensemble Schmiedstraße

## Einzeldenkmäler
Siehe: Baudenkmäler in Weilheim nach Straßen